# هديل حسن
هديل حسن هي ممثلة مصرية.

## حياتها ونشأتها
تخرجت في المعهد العالي للسينما قسم الرسوم المتحركة ، عملت في مجال الرسوم المتحركة لمدة (15) عاماً ، فازت خلالها بجائزة لجنة التحكيم في المهرجان القومي للسينما المصرية في دورته الـ(20) عام 2016م ؛ وذلك عن فيلمها للرسوم المتحركة "بدايات".

## مسيرتها وأعمالها
تركت هذا المجال وعملت لفترة قصيرة في شركة للدعاية والاعلام ، انتقلت بعد ذلك إلي عالم التمثيل عندما استغلت فرصة ترشيح المخرجة "نادين خان" لها للعمل في مسلسل "سابع جار" 2017م ، والذي قامت فيه بدور المهندسة مي ، ذلك الدور المثير للجدل الذي ترك بصمة لدي جمهور المشاهدين. اشتركت بعد ذلك هديل في أول تجربة سينمائية لها من خلال فيلم "الحد الساعة خمسة" 2019م ، ومن بعده شاركت في مسلسل " لعبة النسيان" 2020م والذي اصيبت فيه الممثلة رجاء الجداوي بفيروس كورونا ، ثم شاركت الفنانة الشابة في مسلسل سوري يحمل اسم "السنونو" وذلك عام 2021م ، ثم شاركت في نفس العام في فيلم " ابو صدام" للمخرجة نادين خان ، ذلك الفيلم الذي شارك في مهرجان القاهرة السينمائي الدولي في دورته الـ (43) ، وبعد ذلك شاركت في مسلسل "الغرفة 207" عام 2022م وقامت من خلاله بدور "سوسن" .

هديل تهوي الغناء وتحب القراءة الأدبية وتفضل منها سلسلة "هاري بوتر" ، وهي تفضل المدرسة الواقعية في الفن للمخرج "داود عبدالسيد" والمخرج "محمد خان" 

## جوائز
جائزة لجنة التحكيم في المهرجان القومي للسينما المصرية 2016.